# しまおまほ
しまお まほ（1978年10月14日 - ）は、日本の漫画家、イラストレーター。
東京都出身。両親は写真家の島尾伸三と潮田登久子、祖父母は作家の島尾敏雄と島尾ミホ。編集者で写真家の南原四郎は母方叔父。

## 来歴
- 世田谷区豪徳寺育ち[1]。青葉学園幼稚園[1]、世田谷区立城山小学校[1]、東京都立大学附属高等学校を経て[2]多摩美術大学美術学部二部芸術学科卒業[3]。
- 1997年、『女子高生ゴリコ』でデビュー。本作は高校生時代に授業中配られたプリントの裏に書かれたもので、それを同級生らが回し読みして評判を得た事をきっかけに、最終的に単行本化されるまでとなった[4]。
- 高校時代の愛読雑誌は『Olive』で、デビュー後に「ひとりオリーブ調査隊」というタイトルの連載を持った[2][4]。
- 両親の職業の関係から写真家に詳しく、写真雑誌『deja-vu』などに、荒木経惟をモデルにした「アラキンZ」や篠山紀信をモデルにした「シノヤマン」などのイラストを発表した。
- 牛腸茂雄の写真集「幼年の『時間（とき）』」（ISBN 9784938628161）、 島尾伸三の写真集『まほちゃん』（ISBN 4-9901239-2-1）、『季節風』（ISBN 9784622044062）、『生活』（ISBN 9784622044079）にはしまおの幼少期の写真が掲載されている。
- クラムボンの原田郁子やカジヒデキと親交があり、彼らのインターネットラジオ番組（『i-radio』）にも出演した。
- ラジオ好き。東京ではTBSラジオを、大阪に滞在中はMBSヤングタウンやABCミュージックパラダイスなどを聴く。
- 劇場版アニメ『ザ・シンプソンズ』が公開された際、主要人物の吹替えがテレビ版で配役された声優から芸能人に変更された事実に異を唱えた。
- TBSのラジオ番組『ライムスター宇多丸のウィークエンド・シャッフル』では2013年4月より「初代しまおまほ」と名乗っていたが、同8月に二代目を公募するという企画が行われ、オーディションの結果静岡県在住の男性が合格し、「二代目しまおまほ」としてしばしば番組に出演した[5]。
- 同番組でラッパーのかせきさいだぁとの間に子供を授かったことを2014年12月に発表[6][7]、2015年4月に出産[8][9]。入籍はしておらず事実婚で[9]、2020年時点では別居している[9]。

## 作品
- 女子高生ゴリコ（扶桑社、1997年、ISBN 978-4-594-02346-1）
  - （扶桑社文庫、2001年、ISBN 978-4-594-03182-4）
- タビリオン（ブルースインターアクションズ、2000年、ISBN 978-4-938339-71-5）
- ぼんやり小町（ソニーマガジンズ、2003年、ISBN 978-4-7897-2145-5）
- しまおまほのひとりオリーブ調査隊（プチグラパブリッシング、2004年、ISBN 978-4-939102-73-8）
- まほちゃんの家（WAVE出版、2007年、ISBN 978-4-87290-284-6）
- 漫画真帆ちゃん（ベストセラーズ、2007年、ISBN 978-4-584-13002-5）
- ガールフレンド（ブルースインターアクションズ、2011年、ISBN 978-4-86020-424-2）
- マイ・リトル・世田谷 (SPACE SHOWER BOOKs、2014年、ISBN 978-4-90743-543-1）
- スーベニア（文藝春秋、2020年、ISBN 978-4163912110）
- 家族って（河出書房新社、2021年、ISBN 978-4309029504）

## 連載
- しまおまほのしまうま新聞 (acteur)
- しまおまほの都立ポパイ学園マンガ部 (POPEYE)
- しまおまほのアルバム拝見！ (ROla)
- モンスターマネーから子どもを守る方法 (月刊クーヨン / イラストのみ)

## 出演

### テレビ番組
- ロシア語会話（NHK教育テレビ、2000年度）
- ZIP!（日本テレビ）
  - おはよう忍者隊ガッチャマン - ジュン、ギャラクター女性アルバイト隊員 役（声の出演）
  - マジンガーZIP!（2013年4月8日-2014年3月28日、日本テレビ）- 弓さやか 役（声の出演）
  - グッド・モーニング!!!ドロンジョ - 白鳥のジュン 役（声の出演）
- 〜おねだりエンタメ!〜はぴ★ぷれ〜　/ わんニャン倶楽部〜動物と楽しく暮らそう〜　（BS日テレ）
  - 猫ピッチャー - ミー太郎 役（声の出演）

### Webアニメ
- えのしまんず（タテアニメ） - しま 役

### ラジオ
- ライムスター宇多丸のウィークエンド・シャッフル（TBSラジオ）
- アフター6ジャンクション（TBSラジオ）

### MV
- Negicco「矛盾、はじめました。」（2016年） [10]